# 9893
9893 – debiutancki album solowy polskiego piosenkarza Dawida Kwiatkowskiego. Wydawnictwo ukazało się 19 listopada 2013 roku nakładem wytwórni muzycznej My Music w dystrybucji Sony Music Entertainment. Płytę poprzedziły single: „Biegnijmy” i „Na zawsze”. Gościnnie w nagraniach wzięli udział Jay Delano i Patryk Kumór. Producentem albumu jest Paweł Gawlik.

Jest to kod do mojego telefonu. Zakładając ten kod, myślałem o czymś dla mnie bardzo ważnym i to cała tajemnica.

19 lipca został wydany pierwszy singel z albumu zatytułowany „Biegnijmy”. 15 października Kwiatkowski wydał zaś już drugi singel „Na Zawsze”. 24 grudnia na oficjalnym kanale youtube Dawida, ukazał się teledysk to trzeciego singla z płyty „TATHAGATA”. 
Album zadebiutował na 1. miejscu zestawienia OLiS i uzyskał status złotej płyty.

## Lista utworów
1. „Mój świat” (gościnnie: Patryk Kumór) – 3:40
2. „Ze sobą sam na sam” – 3:41
3. „Biegnijmy” – 3:06
4. „2+2” (gościnnie: Jay Delano) – 3:18
5. „Na zawsze” – 3:57
6. „Dla ciebie” – 3:19
7. „#Aloha” – 4:50
8. „Teraz boję się” – 3:50
9. „3 żywioły” – 3:14
10. „Wytrzymać chcę” – 3:53
11. „Tathagata” – 2:43
12. „Qi” – 3:57
13. „Biegnijmy (Fiver Remix)” – 2:58